# Dieter Frommlet
Dieter Frommlet (* 1933) ist ein deutscher Musikdirektor, Komponist und Dirigent, der sich vor allem in der zeitgenössischen Chormusik einen Namen gemacht hat.

## Biografie
Nach dem Abitur 1952 in Ravensburg studierte Frommlet Lehramt an der Staatlichen Hochschule für Musik in Stuttgart. Ab 1957 leitete er als Berufschorleiter verschiedene Chöre und ein Kammerorchester. Er führte im Großraum Stuttgart Oratorien und zahlreiche Konzerte auf, nahm Schallplatten und Rundfunkproduktionen, auch eigener Werke, auf. Als Gymnasiallehrer war Frommlet von 1967 bis 1976 am Gymnasium der Werkschule Merz Stuttgart angestellt.
Frommlet war von 1967 bis 1984 Gauchorleiter des Schwäbischen Sängerbundes und Mitbegründer der Stuttgarter Chortage. In der Chorarbeit engagierte er sich zudem für den Fachverband Deutscher Berufschorleiter und die Arbeitsgemeinschaft Deutscher Chorverbände. Von 1975 bis 1997 fungierte Dieter Frommlet als Dozent für Dirigieren, Chorpraxis und Gehörbildung. 1998 stellte er seine Chorleitertätigkeit ein.

## Preise und Auszeichnungen
Dieter Frommlet hat bei Chorwettbewerben zahlreiche Preise mit mehreren Chören erzielt. Ebenso wurde er für seine Kompositionen vielfach ausgezeichnet. Er erhielt die Verdienstmedaille der Stadt Waiblingen und den Robert-Edler-Preis der Stadt Heilbronn.